# Emanuel Minos
Emanuel Tollefsen-Minos (11. června 1925, Luvungi, Belgické Kongo – 15. listopadu 2014, Oslo) byl norský letniční kazatel a teolog.
Narodil se v Africe řeckému otci a egyptské matce. Ve věku čtyř let jej adoptovali norští misionáři Gunnerius a Oddbjørg Tollefsenovi, s nimiž přišel o rok později do Norska. Za Druhé světové války se zapojil do protinacistického odboje. Vystudoval archeologii a teologii v Oxfordu a Clarksville. Působil pak jako kazatel a misionář v Norsku a Švédsku; byl dokonce označován za „severského Billyho Grahama“.
Roku 1995 byl vyznamenán Řádem polární hvězdy.
Byl ženat, s manželkou Åse měli tři děti.